# Sân bay Tolmachevo

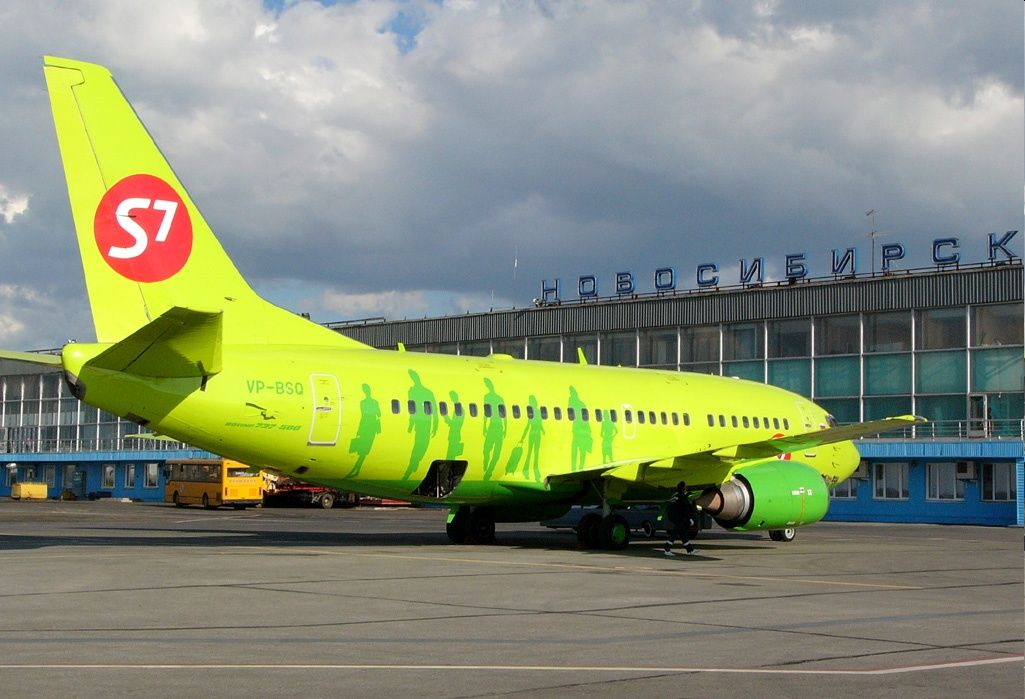
Một chiếc Boeing 737-500 của S7 Airlines tại nhà ga quốc nội sân bay Tolmachevo

Sân bay Novosibirsk Tolmachevo (tiếng Nga: Аэропорт Толмачёво) (IATA: OVB, ICAO: UNNT) là một sân bay ở thị xã Ob, cách trung tâm Novosibirsk 16 km. Novosibirsk là một trung tâm khoa học và công nghiệp ở Siberia, là thành phố lớn thứ 3 ở Nga. Sân bay này bắt đầu hoạt động ngày 12 tháng 7 năm 1957 với chuyến bay đầu tiên bằng máy bay Tupolev Tu-104 từ Novosibirsk đến Moskva. Sân bay này có 2 nhà ga hành khách, 1 nhà ga hàng hóa và 61 chỗ đỗ máy bay. Nhà ga quốc tế được nâng cấp năm 1997. Năm 2007, có 1,87 triệu lượt khách sử dụng sân bay này. .

## Các hãng hàng không và các tuyến điểm

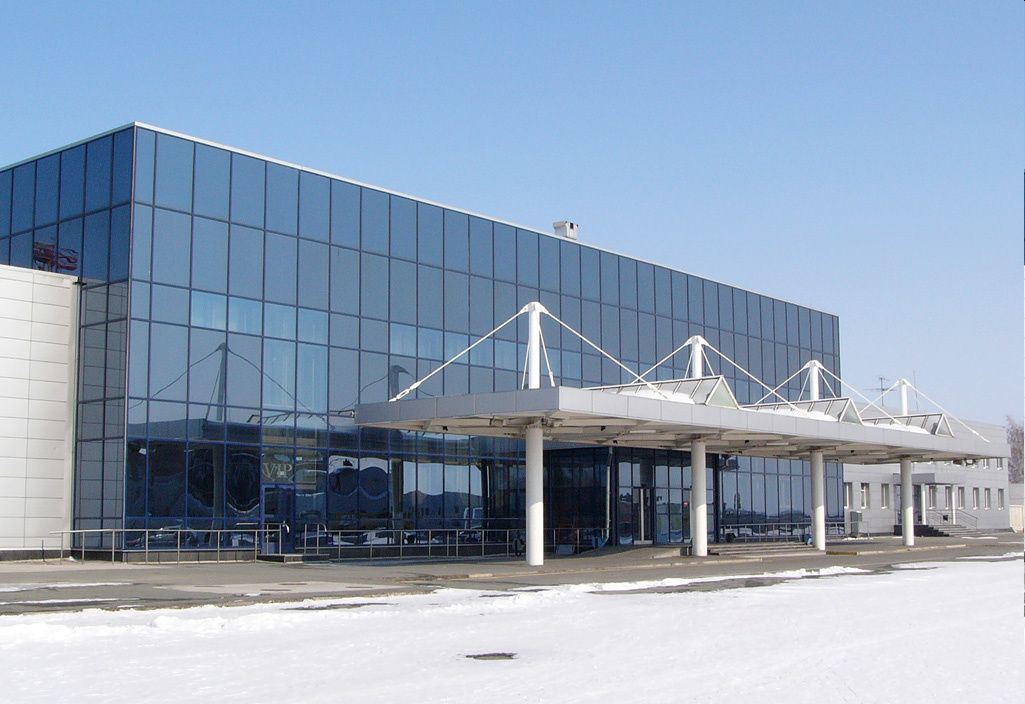
Nhà ga sân bay Tolmachevo trước khi được xây lại.

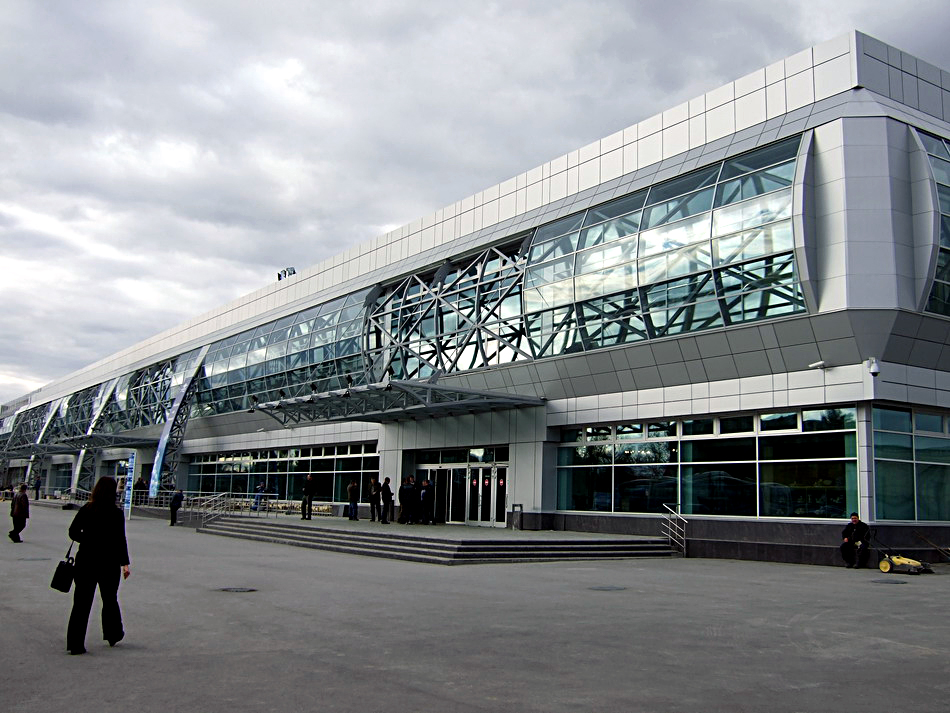
Bên ngoài nhà ga nội địa Tolmachevo

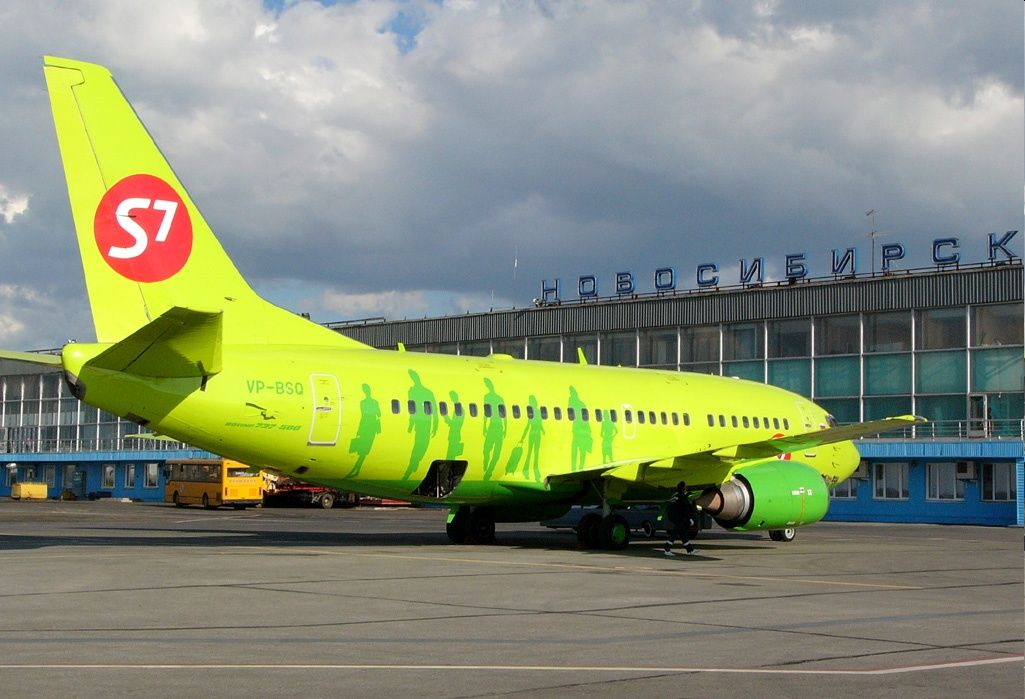
S7 Airlines Boeing 737-400 tại sân bay Tolmachevo

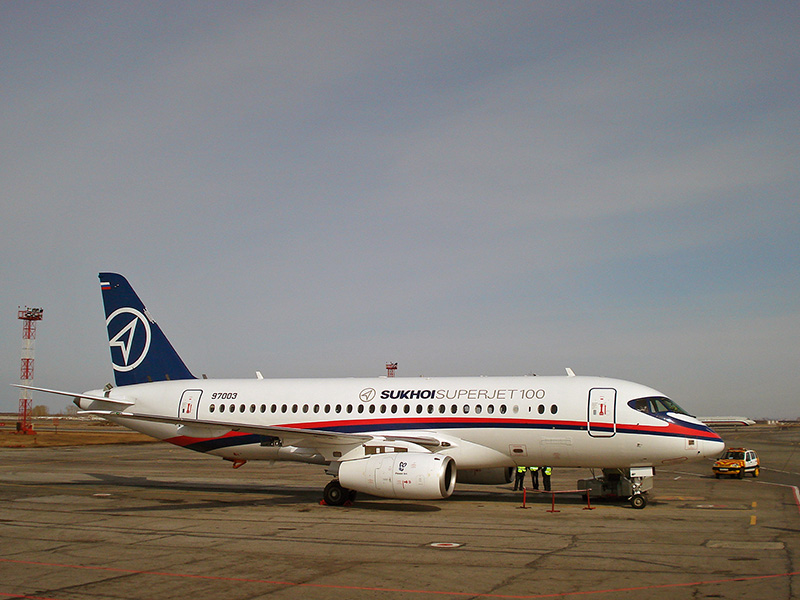
Sukhoi Superjet 100 tại sân bay Tolmachevo

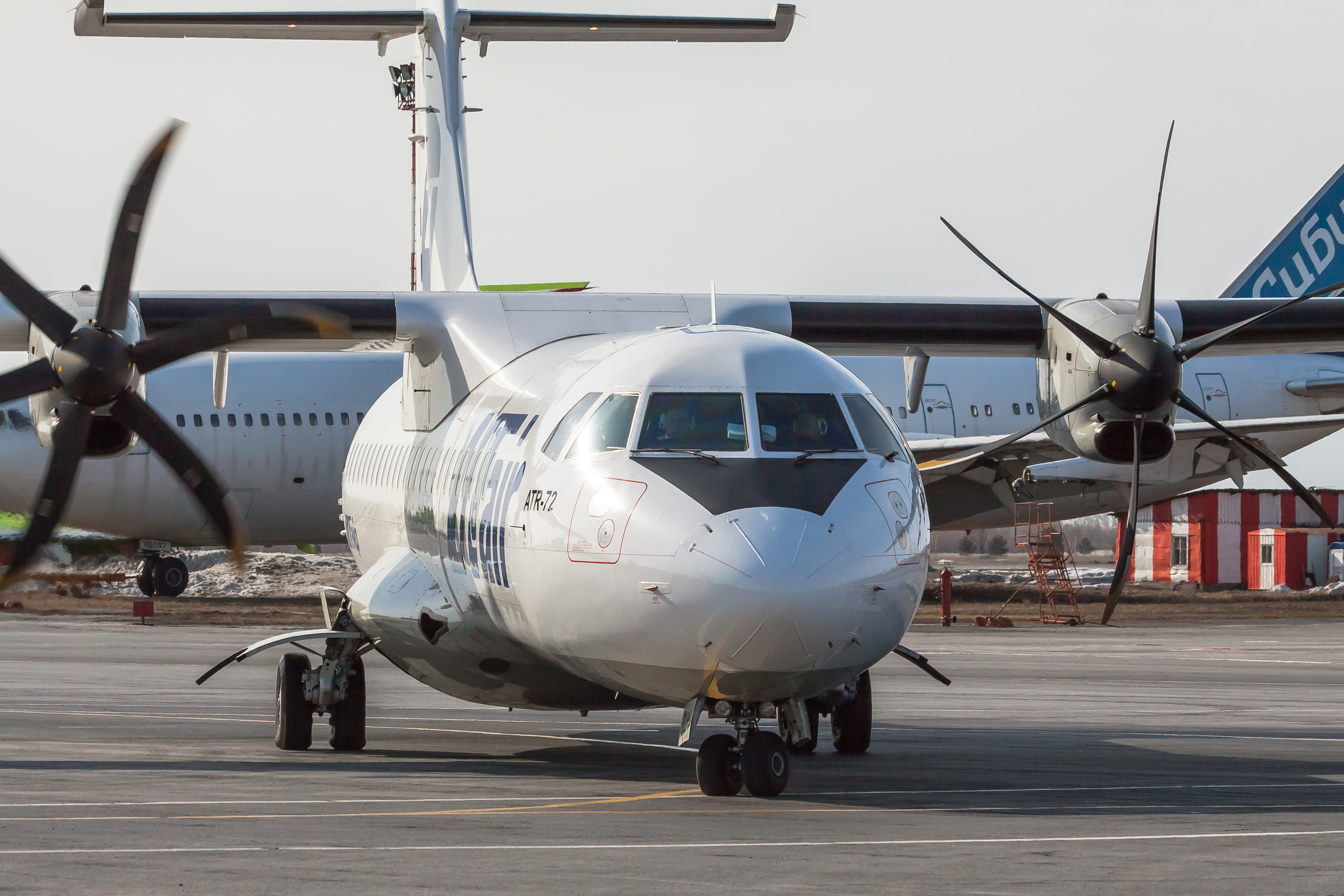
UTair Aviation ATR 72 tại sân bay Tolmachevo

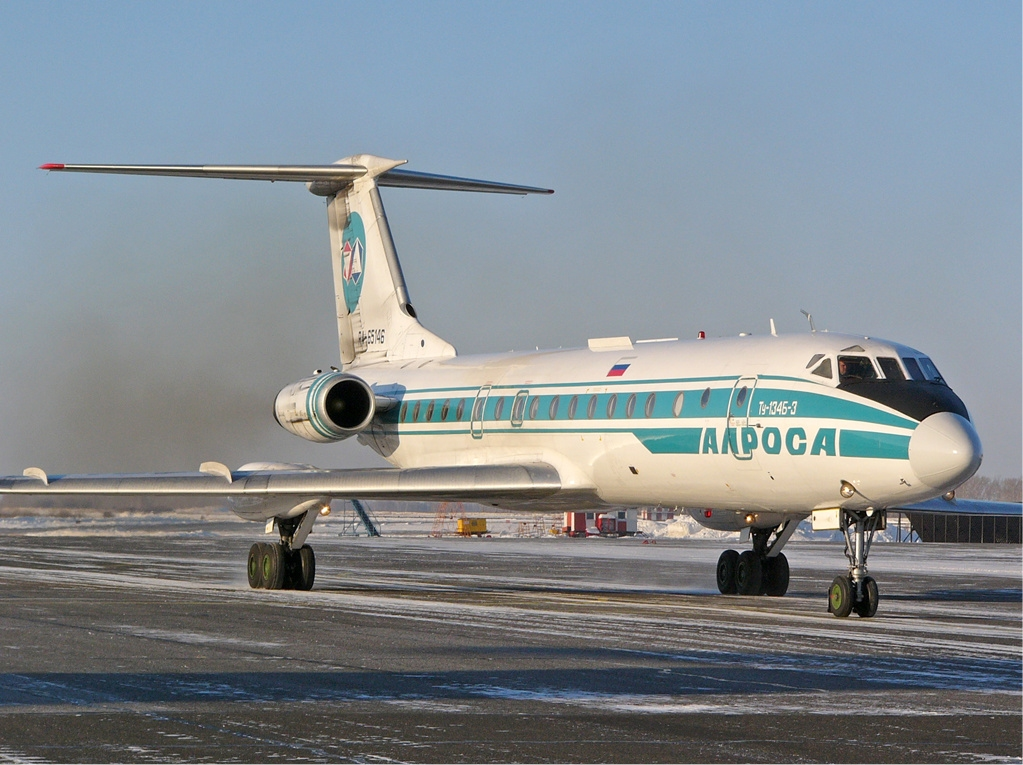
Alrosa Mirny Air Enterprise Tupolev Tu-134 tại sân bay Tolmachevo

### Hành khách
| Hãng hàng không                       | Các điểm đến | Section |
| ------------------------------------- | --- | ------- |
| Aeroflot                              | Moscow-Sheremetyevo | A       |
| Aeroflot vận hành bởi Aurora Airlines | Khabarovsk, Vladivostok | A       |
| Aeroflot vận hành bởi Rossiya         | Simferopol, St Petersburg | A       |
| Aeroservis                            | Abakan | A       |
| Air Astana                            | Astana | B       |
| Air Kyrgyzstan                        | Bishkek, Osh | B       |
| Alrosa Mirny Air Enterprise           | Krasnodar, Mirny, Moscow-Domodedovo, Polyarny, St Petersburg Theo mùa: Khabarovsk, Magadan, Rostov-on-Don, Simferopol, Sochi | A       |
| Angara Airlines                       | Blagoveshchensk, Bratsk, Chelyabinsk, Irkutsk, Talakan, Ufa, Ulan-Ude (từ ngày 19 tháng 6 năm 2016) | A       |
| Avia Traffic Company                  | Bishkek, Osh | B       |
| Azur Air                              | Theo mùa Thuê chuyến: Enfidha-Hammamet, Krabi, Nha Trang-Cam Ranh, Phnom Penh, Phuket | B       |
| China Southern Airlines               | Ürümqi | B       |
| Ellinair                              | Theo mùa Thuê chuyến: Thessaloniki | B       |
| IrAero                                | Irkutsk, Krasnoyarsk-Yemelyanovo, Nizhnevartovsk, Ulan-Ude | A       |
| IrAero                                | Karagandy | B       |
| KrasAvia                              | Gorno-Altaysk, Khanty-Mansiysk, Krasnoyarsk-Yemelyanovo, Novokuznetsk, Strezhevoy | A       |
| NordStar                              | Krasnodar, Kyzyl, Nizhnevartovsk, Norilsk, Noyabrsk, Yekaterinburg | A       |
| Pegas Fly                             | Theo mùa: Simferopol, Sochi | A       |
| Pegas Fly                             | Theo mùa Thuê chuyến: Bangkok-Suvarnabhumi, Heraklion, Tp Hồ Chí Minh, Monastir, Nha Trang (Cam Ranh), Phuket | B       |
| Pobeda                                | Yekaterinburg | A       |
| Red Wings Airlines                    | Theo mùa Thuê chuyến: Sochi | A       |
| Rossiya                               | Theo mùa: Larnaca | B       |
| Royal Flight Airlines                 | Thuê chuyến: Bangkok-Suvarnabhumi, Goa-Dabolim, Enfidha-Hammamet | B       |
| RusLine                               | Tyumen | A       |
| S7 Airlines                           | Blagoveshchensk, Chita, Irkutsk, Khabarovsk, Krasnodar, Magadan, Mineralnye Vody, Mirny, Moscow-Domodedovo, Norilsk, Petropavlovsk-Kamchatsky, St Petersburg, Samara, Sochi, Surgut, Vladivostok, Yuzhno-Sakhalinsk Theo mùa: Anapa | A       |
| S7 Airlines                           | Almaty, Baku, Beijing-Capital, Bishkek, Dubai-International, Dushanbe, Fergana, Khujand, Osh, Oskemen, Prague, Seoul-Incheon, Shymkent, Tashkent, Ürümqi, Yerevan Theo mùa: Bangkok-Suvarnabhumi, Burgas, Phuket                    | B       |
| S7 Airlines vận hành bởi Globus       | Irkutsk, Moscow-Domodedovo, Norilsk, St Petersburg, Simferopol, Ulan-Ude, Yakutsk, Yuzhno-Sakhalinsk | A       |
| S7 Airlines vận hành bởi Globus       | Theo mùa: Frankfurt, Hong Kong, Khujand, Munich, Shanghai-Pudong | B       |
| SCAT Airlines                         | Theo mùa: Oskemen | B       |
| Somon Air                             | Khujand | B       |
| Tajik Air                             | Dushanbe, Khujand Theo mùa: Qurghonteppa | B       |
| Turkish Airlines                      | Istanbul-Atatürk | B       |
| Ural Airlines                         | Khabarovsk, Moscow-Domodedovo, St Petersburg, Vladivostok, Yekaterinburg Theo mùa: Norilsk | A       |
| Ural Airlines                         | Cáp Nhĩ Tân Theo mùa: Beijing-Capital | B       |
| UTair Aviation                        | Khanty-Mansiysk, Krasnoyarsk-Yemelyanovo, Nizhnevartovsk, Noyabrsk, Surgut | A       |
| UVT Aero                              | Chelyabinsk, Kazan | A       |
| Yakutia Airlines                      | Krasnodar, Magadan, Neryungri, Yakutsk, Yekaterinburg | A       |
| Yamal Airlines                        | Krasnoyarsk-Yemelyanovo, Nizhnevartovsk, Novy Urengoy, Tyumen, Ufa, Yekaterinburg | A       |

### Hàng hóa
| Hãng hàng không         | Các điểm đến |
| ----------------------- | --- |
| AirBridgeCargo Airlines | Amsterdam, Thành Đô |
| Air China Cargo         | Amsterdam, Thành Đô, Trùng Khánh                                                                                          |
| Cargolux                | Hong Kong, London-Stansted, Luxembourg, Milan–Malpensa, Seoul-Incheon, Shanghai-Pudong, Taipei-Taoyuan, Vienna, Zhengzhou |
| Polet Airlines          | Bắc Kinh-Thủ đô, Munich, Shanghai-Pudong                                                                                  |
| Yakutia Airlines        | Yakutsk |
| Yangtze River Express   | Amsterdam, Luxembourg, Shanghai-Pudong, Zhengzhou                                                                         |

## Số liệu thóng kê
(*)Số liệu sơ bộ. Nguồn: Tolmachevo press centre
| Hạng | Thành phố        | Số khách  | Tăng trưởng 2013/2012 |
| ---- | ---------------- | --------- | --------------------- |
| 1    | Moskva           | 1.073.265 | 5%                    |
| 2    | Saint Petersburg | 152.068   | 15%                   |
| 3    | Khabarovsk       | 122.150   | 24%                   |
| 4    | Vladivostok      | 95.864    | 15%                   |
| 5    | Yakutsk          | 69.555    | 11%                   |
| 6    | Irkutsk          | 66.751    | 69%                   |
| 7    | Yekaterinburg    | 44.091    | 17%                   |
| 8    | Mirny            | 42.246    | 4%                    |
| 9    | Surgut           | 38.006    | 14%                   |
| 10   | Nizhnevartovsk   | 35.465    | 18%                   |

| Hạng | Thành phố | Quốc gia   | Số khách | Tăng trưởng 2013/2012 |
| ---- | --------- | ---------- | -------- | --------------------- |
| 1    | Bangkok   | Thái Lan   | 215.408  | 25%                   |
| 2    | Antalya   | Thổ Nhĩ Kỳ | 143.906  | 13%                   |
| 3    | Bishkek   | Kyrgyzstan | 100.635  | 22%                   |
| 4    | Phuket    | Thái Lan   | 93,134   | 49%                   |
| 5    | Osh       | Kyrgyzstan | 80.041   | 8%                    |
| 6    | Bắc Kinh  | Trung Quốc | 77.026   | 14%                   |
| 7    | Dubai     | UAE        | 50.564   | 36%                   |
| 8    | Khujand   | Tajikistan | 47.645   | 13%                   |
| 9    | Ürümqi    | Trung Quốc | 41.845   | 6%                    |
| 10   | Dushanbe  | Tajikistan | 41.470   | 4%                    |